# 相田卓三
相田卓三（日语：／ Aida Takuzō，1956年5月3日—出生于日本，世界著名高分子化学家。现任日本理化学研究所（RIKEN）新物质科学研究中心（CEMS）副主任，东京大学工学院化学与生物技术系教授，东京大学卓越教授。以其在超分子化学，材料化学和高分子化学等学科领域的突出贡献闻名世界。相田卓三教授是超分子聚合概念的提出者，并对超分子聚合的理论阐述和推广做出了先驱性的贡献。同时，相田卓三教授着力倡导并领导解决不可降解的废弃塑料和微塑料环境污染的问题。其研究团队致力于开发与合成新型超分子聚合物及相关的软物质材料，该类新型材料具有动态的化学结构，同时具有响应迅速，可自我修复等诸多特点，使其可应对由塑料引起的环境污染问题。

## 教育
相田卓三于1979年获得横滨国立大学工学系学士学位，之后分别于1981和1984年获得东京大学工学系高分子化学学科硕士学位和工学博士学位。由东京大学井上祥平教授指导的博士论文“金属卟啉的可控聚合”荣获了井上青年科学家研究奖（Inoue Research Award for Young Scientists）。

## 职历
1984年，相田卓三开始担任东京大学合成化学系的助理教授。在他的早期的研究生涯，他致力于使用金属卟啉配合物开发精密的大分子合成。1986年，相田卓三作为访问学者赴美国IBM Almaden研究中心开展研究。1989年晋升为东京大学讲师，1991年晋升为东京大学副教授，1996年起担任东京大学化学与生物技术系的全职教授，2022年当选东京大学卓越教授。
1996年至1999年间，相田卓三教授担任日本科学技术振兴机构（JST）PRESTO Fields and Reactions Project研究员；2000年至2005年担任JST ERATO AIDA Nanospace Project主任研究员；2005年至2010年担任JST ERATO-SORST Electronic Nanospace Project主任研究员；2008年至2012年，担任日本理化学研究所（RIKEN）先进科学研究所的主任； 2013年至今，担任RIKEN新物质科学中心（CEMS）的副主任。

## 科研成果
相田卓三教授的研究着眼于具有独特性能的超分子系统，并因其对超分子聚合概念的诞生和发展作出的开拓性贡献而受到广泛认可。他历史上首次提出了非共价键聚合的概念: 一种可在水中自发形成一维界面组装体的两亲性卟啉分子。基于这个全新的概念，相田卓三教授的研究团队成功实现了:（1）纳米管超分子聚合，（2）链增长（开环）聚合，（3）超分子嵌段共聚，（4）立体选择性超分子聚合，（5）热双歧化（thermally bisignate）超分子聚合。同时，他的研究团队在二维和三维链增长方面也做出了重要贡献。相田卓三教授的研究成果突破了学界对超分子化学的传统认知，通过把传统聚合物与超分子聚合物创造性地关联起来，以实现传统高分子聚合物无法实现的性能。除了其在超分子系统的基本理论的阐述之外，相田卓三教授极大地推动了超分子聚合物在诸多领域的应用。相田卓三教授已发表的有关超分子聚合的历史背景和进展的综述文章有：
（1）相田，Meijer， Stupp著，“Functional Supramolecular Polymers”
（2）相田，Meijer著，“Supramolecular Polymers – We've Come Full Circle”
（3）Hashim，Bergueiro，Meijer ，相田著，“Supramolecular Polymerization: A Conceptual Expansion for Innovative Materials”
1988年，作为东京大学助理教授的相田卓三博士在研究新型有机催化剂用于活性聚合（又称作永活性聚合immortal polymerization）的过程中，首次提出了超分子聚合的概念。通过利用immortal聚合反应合成了带有寡聚乙二醇侧链的两亲性卟啉，并证实了其在水性介质中的一维超分子组装。除了对超分子聚合的开创性贡献外，相田卓三博士还首次研究发现了挤出聚合（extrusion polymerization）的机制，通过把催化剂固定在介孔二氧化硅的孔道内壁，成功制备高结晶度的聚乙烯纤维。相田卓三博士也首次发现了枝状有机大分子在光激发的过程中，呈现出形态相关能量传导（morphology-dependent energy funneling）现象。
1996年，在晋升为东京大学全职教授后，相田卓三博士重新梳理了其在超分子聚合领域的研究成果，通过利用环状肽基作为手性单体，获得了首个单一手性的（手性自组装）超分子聚合物。通过超分子聚合两亲性的六苯并蒄（hexabenzocoronene），又被称为“分子石墨烯（molecular graphene）”，首次获得了具有导电性的超分子纳米管。此外，基于上述纳米石墨烯体系，还成功发现了放射状和线状的超分子嵌段共聚物。这一系列的开创性工作突破了学界对超分子聚合物的传统认知。手性两亲性六苯并蒄的超分子聚合通过多数原则（majority rule）以单手螺旋方式进行。这项工作被进一步扩展到氧化还原活性低聚（邻亚苯基）螺旋超分子结构的开发。通过和中国科学院化学研究所刘鸣华（Minghua Liu）教授合作，开发了由非手性成分组成的非镜像对称的螺旋超分子纤维状结构（mirror-symmetry broken helical fibers），并进一步将其运用到了过渡金属不对称催化反应当中。2014年，相田卓三团队利用具有氧化还原性质的二茂铁为基础的双层四吡啶基作为单体，通过和金属离子配位作用，获得了一种金属有机超分子纳米管，并证明了该纳米管中的二茂铁基团氧化成三价后，可以打破纳米管中层间超分子作用力，从而形成超大纳米环。这些纳米环能够以附着在带负电荷的云母基底上，也可通过还原三价二茂铁基团，然后以同轴组装的方式，重新获得纳米管结构。
2015年，相田卓三研究团队首次报道了链增长超分子聚合。碗状含蒄单体（bowl-shaped, corannulene-based monomer）由于其分子内氢键作用无法实现超分子聚合。当在该体系中加入一种分子引发剂，该引发剂可以诱导碗状含蒄单体分子内氢键转变为分子间氢键，从而实现了碗状含蒄单体一维超分子聚合。该超分子聚合物的分子量均匀，且可通过改变单体与引发剂的摩尔比进行调控。此外，利用这个体系，可通过顺序加料聚合的方法，得到结构可控的嵌段共聚物。链增长超分子聚合也可以通过碗状含蒄单体和引发剂的手性加以控制。向外消旋手性碗状含蒄单体中引入单一手性的手性引发剂，只有具有优势构象的碗状含蒄单体会发生超分子聚合，外消旋单体的对映体分离率可以达到100％。这些研究成果突破了被学界广泛认可的，超分子聚合始终遵循逐步增长机制的认识，并揭示了超分子聚合作为精密大分子合成工具的潜力。
2017年，相田卓三研究团队报告了热双歧化超分子聚合这一全新概念。在此设计中，在高温和低温的条件下，超分子聚合均能发生并形成自组装体。而当体系温度介于两者之间时，超分子聚合物解聚成单体。这项工作挑战了学界对超分子聚合物动力学性质的传统认知：即超分子聚合物在较低温度下更稳定，而在加热的条件下，它们则倾向于分解成单体。通常，高分子加工中最耗能且最昂贵的工艺之一是溶液加工，因为聚合物溶液由于高分子链缠结作用而变得粘稠。热双歧化超分子聚合为高分子加工中的这一普遍问题提供了巨大的应用前景。
2021年，相田卓三研究团队首次提出了无溶剂条件下的自催化超分子聚合的概念。该成果报道了邻苯二甲腈在加热熔融的条件下聚合形成酞菁，聚合得到的酞菁作为模版，进一步催化邻苯二甲腈的聚合，其产率高达80%。这一研究成果中的无溶剂化学合成和自催化将引领下一代绿色化学。
相田卓三为填补超分子聚合物与传统（共价）聚合物之间的空白做出了重大贡献。在扩展超分子聚合这一基本概念过程中，开发了一系列全新的超分子材料，极大地推动了超分子化学这一全新领域的进步和发展。其代表性的研究成果包括：
（1）“ bucky gels”，通过离子液体物理交联得到碳纳米管凝胶网络。该技术后来被应用于将石墨剥离成石墨烯，制造首个不含金属的可拉伸电子器件，制造用于生产移动式盲文设备的电池驱动的制动器等。
（2）“水材料”（aqua materials），一种水含量极高的水凝胶（有机物含量为仅0.1–0.2％且具有极低石化资源的依赖性）。这种水凝胶具有十分优异的机械强度、几何各向异性等。
（3）生物分子机器——由伴侣蛋白组成的ATP响应纳米管。
（4）非交联光致驱动器。
（5）铁电柱状液晶。
（6）可自愈合的高分子玻璃。
（7）可自愈合的多孔有机晶体材料。
（8）具有“与”逻辑门运算功能的光电响应的核-壳结构柱状液晶。
（9）首个弹性金属有机晶体。
（10）超快水传输性质的由超分子堆叠而成的氟化纳米孔道。
除了其对超分子聚合领域的前瞻性贡献外，相田卓三还发表过一系列其它的开创性研究成果，例如，光驱动手性分子钳，水介质中盐桥的亚纳米级疏水控制以及首个氮化碳薄膜。
目前，相田卓三的研究团队在东京大学和理化学研究所新物质科学中心（CEMS）的两个实验室开展跨学科研究。研究重点涵盖了超分子材料的设计和应用，包括超分子聚合物和凝胶、液晶和生物分子组装等。

## 荣誉
学术论文及技术顾问
相田卓三已发表400余篇经同行评审的研究论文、评论文章和书籍。他曾经的团队成员中，有90多名在全球拥有终身教授或者研究员职位。
相田卓三曾于2004年至2006年期间，担任英国皇家化学学会（RSC）Journal of Materials Chemistry副主编。2009年至今担任美国科学促进会（AAAS）Science 杂志编委。2014年至2021年，担任美国化学学会（ACS）Journal of American Chemical Society顾问编委会，他还曾在超过15种期刊的国际咨询委员会任职，其中包括爱思唯尔（Elsevior）Giant的执行咨询编委会。
相田卓三于2010至2015年担任日本三井化学（Mitsubishi Chemicals）的技术顾问，2017年以来担任日本花王公司（Kao Cooperation）的技术顾问。他是香港大学分子功能材料研究所国际咨询委员会的成员（2010-2018），日本国立材料科学研究所（NIMS）国际材料纳米建筑中心国际咨询委员（2007-2017），现任中国华南理工大学软物质科学技术研究院（AISMST）的国际学术进步理事会成员 (2017～)，德国马克斯-普朗克聚合物研究所科学咨询委员会委员（2020～)。
学术邀请报告和荣誉职称
相田卓三收到众多世界知名大学，研究机构和企业的邀请学术报告和讲座，包括：Rohm＆Haas Lecturer（伯克利，2007年），Bayer（匹兹堡，2009年；德克萨斯 A＆M，2012年），Stephanie Kwolek Lecture in Materials Chemistry（卡内基梅隆大学，2009年），Merck-Pfister Lecture in Organic Chemistry（麻省理工学院，2010年），Novartis Seminar in Organic Chemistry（伊利诺伊大学，2010年），東麗先端材料研讨会（日本，2011年），Torkil Holm Symposium（丹麦，2012年），丹麦化学会（丹麦，2012年），International Institute for Nanotechnology Symposium（西北大学，2012年），Van't Hoff Award Lecture（荷兰，2013年），Schmidt Lecture（以色列威兹曼科学院，2016年），Melville Lecture （英国剑桥，2017年），雪堂讲座（中国清华大学，2017年），Peter Timms Lecture（英国布里斯托，2018年），大师论坛（中国上海交通大学，2019年），Dodge Lecturer (美国耶鲁大学，2021)。 
相田卓三多次应邀美国高登会议（Gordon Research Conference）自组装和超分子化学（2013年和2019年）；人造分子开关和马达（2015年和2017年）；仿生材料（2018年）做主旨演讲。在2017年担任Gordon Research Conference自组装与超分子化学会议主席。应邀在2017年荷兰举办的分子机器诺贝尔奖会议（Molecular Machines Nobel Prize Conference）和2018年以色列举办的沃尔夫奖（Wolf Prize）研讨会做主旨演讲，2021年美国化学会（ACS）春季会议的开幕主旨演讲。
相田卓三于2013年成为印度化学学会的名誉会员，2018年起受邀担任中国复旦大学国家重点实验室高级访问学者，2020年当选为荷兰皇家艺术科学学院的外籍院士。
获奖情况
1988年 日本化学会青年化学家奖
1993年 日本高分子学会奖 
1998年 基础错体光学研究会奖（SPACC）
1999年 Wiley高分子化学奖
1999年 日本IBM科学奖
2000年 名古屋有机化学银奖章
2001年 东京化工技术论坛金奖
2005年 井上学术奖
2008年 Molecular Chirality Award
2008年 配位化学贡献奖
2008年 日本化学会奖 
2009年 美国化学会高分子化学奖
2010年 紫绶带奖章
2011年 洪堡研究奖
2011年 藤原奖
2012年 美国化学会Arthur K. Doolittle Award（PMSE）
2013年 范特霍夫奖Van't Hoff Award Lecture 
2015年 江崎玲於奈奖
2017年 手性奖章（Chirality Medal）
2018年 日本学士院奖
2018年 高分子科学与工程全球杰出导师（Global Outstanding Student and Mentor Award in Polymer Science and Engineering）
2020年 市村卓越科学奖
2021年 野利良治ACES奖
2021年 荷兰超分子化学奖。

## 个人生活
学生时代的相田卓三热爱登山、篮球、网球等运动。 现在，他喜爱温泉、旅行、动物（尤其是猫咪）以及弹奏电子萨克斯（Roland Aerophone AE-10）。